# Nataša Ljepoja
Nataša Ljepoja (n. 28 ianuarie 1996, în Celje) este o handbalistă din Slovenia care evoluează pe postul de pivot pentru clubul românesc SCM Râmnicu Vâlcea și echipa națională a Sloveniei.

## Palmares
- Jocurile Mediteraneene
  -  Medalie de bronz: 2018

- Liga Campionilor:
  - Sfertfinalistă: 2022
  - Play-off: 2023
  - Optimi de finală: 2021
  - Grupe principale: 2019, 2020

- Cupa EHF:
  - Turul 3: 2015, 2016
  - Turul 1: 2017

- Campionatul Sloveniei:
  -  Câștigătoare: 2016, 2019, 2020, 2021, 2022, 2023
  -  Medalie de argint: 2015, 2017, 2018

- Cupa Sloveniei:
  -  Câștigătoare: 2019, 2022, 2023

- Supercupa Sloveniei:
  -  Câștigătoare: 2018, 2019, 2022